# Daphne Lammers
Daphne Birkhoff-Lammers (Koudekerk aan den Rijn, 10 september 1972) is een Nederlands journaliste. Ze kreeg in 2014 een functie bij RTL Nieuws.

## Carrière
Toen Lammers afstudeerde aan de Utrechtse School voor Journalistiek kwam ze al snel in dienst bij RTL Nederland. Daar was ze verslaggeefster voor verschillende nieuwsprogramma's, waaronder RTL Nieuws en 5 in het Land. Eind 2004 ging Lammers presenteren, eerst bij de late editie van Editie NL om 22.30 uur en later bij het vervangende programma 4 in het Land. Toen ook dat programma werd gestopt, keerde ze in 2007 terug bij Editie NL; ditmaal de vroege editie om 18.15 uur. Tot april 2014 was ze de vaste presentatrice. Sinds 2009 is ze ook weer werkzaam voor RTL Nieuws: eerst opnieuw als verslaggeefster en later als nieuwslezeres. Vanaf januari 2011 presenteerde Lammers eenmaal per twee weken op zondag het RTL Nieuws en was ze doordeweeks vaste invaller voor Suzanne Bosman en Margreet Spijker.
Vanaf november 2013 presenteerde Lammers om de week het Half Acht Nieuws met Rick Nieman. Op 14 februari 2014 werd bekend dat Lammers Margreet Spijker zou gaan vervangen, als anchor van het RTL Nieuws. Ze zou een duo met Roelof Hemmen gaan vormen. Merel Westrik nam vanaf dat moment plaats naast Nieman.
Van november 2020 t/m april 2021 was Daphne een tijd niet te zien bij het RTL Nieuws. Ze kampte met de naweeën van een corona besmetting. Sinds april 2021 is Lammers weer op TV te zien, als is het nog wel minder dan normaal vanwege haar re-integratie.
Lammers begon in 2008 haar eigen communicatiebureau, genaamd Daphne Lammers communicatie.
| Programma       | Functie                             | Jaar                                      |
| --------------- | ----------------------------------- | ----------------------------------------- |
| Leidsch Dagblad | Verslaggever                        | 1993                                      |
| 5 in het Land   | Verslaggever                        | 1998-2002                                 |
| RTL Nieuws      | Deskeditor Verslaggever Presentator | 1995-1998 2002-2004, 2009-2011 2011-heden |
| Editie NL       | Presentator                         | 2004-2005, 2007-2014                      |
| 4 in het Land   | Presentator Eindredacteur           | 2005-2008 2007-2008                       |

## Persoonlijk
Lammers is op 30 juni 2011 getrouwd en heeft twee dochters. Ze is een dochter van historicus Alfons Lammers.

## Links
- Daphne Lammers Communicatie